# Dirk Dalens I

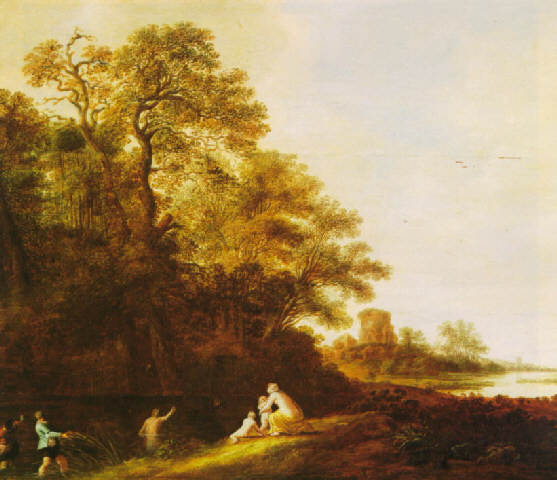
Latona med sina barn Apollo och Diana förvandlar de Lykiska bönderna till grodor, oljemålning av Dirk Dalens I.

Dirk Dalens I, född omkring 1600 och död 1676, var en holländsk landskapsmålare. Dirk Dalens I var farfar till Dirk Dalens II och farfarsfar till Dirk Dalens III.
Dalens vistades en tid i Italien, och var därefter verksam i Haag. Av hans sällsynta tavlor finns två på Hallwylska museet.